# Шиваджі (магараджа Тханджавура)
Шиваджі — формально був магараджею Тханджавура. Насправді ж країною керувала Британська Ост-Індійська компанія.